# Vertex Buffer Object
Vertex Buffer Object (VBO, «объект буфера вершин») — особенность OpenGL, обеспечивающая методы выгрузки данных (вершин, вектора нормали, цветов, и так далее.) в видеоустройство для не оперативного режима рендеринга. VBO дали существенный прирост производительности над непосредственным режимом визуализации, в первую очередь, потому что данные находятся в памяти видеоустройства, а не в оперативной памяти и поэтому она может быть отрендерена непосредственно видеоустройством.
Спецификация Vertex Buffer Object была стандартизирована OpenGL Architecture Review Board как OpenGL версии 1.5 (в 2003). Схожая функциональность была доступна до стандартизации VBOs через расширения Nvidia «Vertex Array Range» и ATI «Vertex Array Object».

## Основные функции VBO
Следующие функции составляют основу доступа и манипуляций к VBO:
В OpenGL 1.4:
GenBuffersARB(sizei n, uint *buffers)
Создает n новых VBO и возвращает их ID номера как unsigned integer. Id 0 зарезервирован.
BindBufferARB(enum target, uint buffer)
Использует ранее созданный буфер как активный VBO.
BufferDataARB(enum target, sizeiptrARB size, const void *data, enum usage)
Выгружает данные в активный VBO.
DeleteBuffersARB(sizei n, const uint *buffers)
Удаляет указанные VBO из массива или VBO id.
В OpenGL 2.1:, OpenGL 3.x и OpenGL 4.x, суффикс ARB у функций можно опустить:
GenBuffers(sizei n, uint *buffers)
Создает n новых VBO и возвращает их ID номера как unsigned integer. Id 0 зарезервирован.
BindBuffer(enum target, uint buffer)
Использует ранее созданный буфер как активный VBO.
BufferData(enum target, sizeiptrARB size, const void *data, enum usage)
Выгружает данные в активный VBO.
DeleteBuffers(sizei n, const uint *buffers)
Удаляет указанные VBO из массива или VBO id.

## Пример на Си и OpenGL 2.1
```
//Инициализация VBO - делается единожды, при старте программы

//Создание переменной для хранения идентификатора VBO

GLuint
 
triangleVBO
;

//Вершины треугольника (в обходе против часовой стрелки)

float
 
data
[]
 
=
 
{
1.0
,
 
0.0
,
 
1.0
,
 
0.0
,
 
0.0
,
 
-1.0
,
 
-1.0
,
 
0.0
,
 
1.0
};

//Создание нового VBO и сохранение идентификатора VBO

glGenBuffers
(
1
,
 
&
triangleVBO
);

//Установка активности VBO

glBindBuffer
(
GL_ARRAY_BUFFER
,
 
triangleVBO
);

//Выгрузка данных вершин в видеоустройство

glBufferData
(
GL_ARRAY_BUFFER
,
 
sizeof
(
data
),
 
data
,
 
GL_STATIC_DRAW
);

//Рисование треугольника из VBO - происходит каждый раз, когда окно, точка обзора или данные изменяются

//Устанавливаем 3 координаты каждой вершины с 0 шагом в этом массиве; тут необходимо

glVertexPointer
(
3
,
 
GL_FLOAT
,
 
0
,
 
NULL
);
   

//Сделать новую VBO активным. Повторите это, в случае изменения с инициализации

glBindBuffer
(
GL_ARRAY_BUFFER
,
 
triangleVBO
);

//Данный массив содержит вершины(не нормалей, цвета, текстуры и т.д.)

glEnableClientState
(
GL_VERTEX_ARRAY
);

//Рисование треугольника, указывая количества вершин

glDrawArrays
(
GL_TRIANGLES
,
 
0
,
 
sizeof
(
data
)
 
/
 
sizeof
(
float
)
 
/
 
3
);

//Указание отобразить нарисованное немедленно

glFlush
();

```

## Пример на Си и OpenGL 3.x или OpenGL 4.x
Функция, которая может прочитать любой текстовый или двоичный файл в байтовый буфер:
```
/*       Функция для чтения текстового файла в выделенный буфер char       */

char
*
 
filetobuf
(
char
 
*
file
)

{

    
FILE
 
*
fptr
;

    
long
 
length
;

    
char
 
*
buf
;

    
fptr
 
=
 
fopen
(
file
,
 
"rb"
);
 
/* Открываем файл для чтения */

    
if
 
(
!
fptr
)
 
/* Возвращаем NULL в случае ошибки */

        
return
 
NULL
;

    
fseek
(
fptr
,
 
0
,
 
SEEK_END
);
 
/* Находим конец файла */

    
length
 
=
 
ftell
(
fptr
);
 
/* Вычисляем размер файла в байтах */

    
buf
 
=
 
malloc
(
length
+
1
);
 
/* Выделяем буфер на единицу больше для файла и нулевого указателя */

    
fseek
(
fptr
,
 
0
,
 
SEEK_SET
);
 
/* Переходим обратно на начало файла */

    
fread
(
buf
,
 
length
,
 
1
,
 
fptr
);
 
/* Считываем содержимое файла в буфер */

    
fclose
(
fptr
);
 
/* Закрываем файл */

    
buf
[
length
]
 
=
 
0
;
 
/* Ставим нулевой указатель в качестве метки конца буфера */

    
return
 
buf
;
 
/* Возвращаем полученный буфер */

}

```

Вершинный шейдер:
```
/*----------------- "exampleVertexShader.vert" -----------------*/

#version 150 // Указываем версию GLSL, которую мы используем.

// in_Position была связана с атрибутом с индексом равным 0 ("shaderAttribute")

in
  
vec3
 
in_Position
;

void
 
main
(
void
)
 

{

    
gl_Position
 
=
 
vec4
(
in_Position
.
x
,
 
in_Position
.
y
,
 
in_Position
.
z
,
 
1.0
);

}

/*--------------------------------------------------------------*/

```

Фрагментный шейдер:
```
/*---------------- "exampleFragmentShader.frag" ----------------*/

#version 150 // Указываем версию GLSL, которую мы используем.

precision
 
highp
 
float
;
 
// Драйверы видеокарты требуют это для следующей строки чтобы функционировать должным образом

out
 
vec4
 
fragColor
;

void
 
main
(
void
)
 

{

    
fragColor
 
=
 
vec4
(
1.0
,
1.0
,
1.0
,
1.0
);
 
//Устанавливаем цвет каждого фрагмента в белый

}

/*--------------------------------------------------------------*/

```

Основная программа OpenGL:
```
/*--------------------- Основная программа OpenGL ---------------------*/

/* Создаем переменную для хранения VBO идентификатора */

GLuint
 
triangleVBO
;

 

/* Это имя программы шейдера */

GLuint
 
shaderProgram
;

/* Эти указатели будут получать адреса в памяти исходных кодов шейдера */

GLchar
 
*
vertexSource
,
 
*
fragmentSource
;

/* Эти переменные используются для шейдеров */

GLuint
 
vertexShader
,
 
fragmentShader
;

const
 
unsigned
 
int
 
shaderAttribute
 
=
 
0
;

const
 
float
 
NUM_OF_VERTICES_IN_DATA
=
3
;

/* Вершины треугольника (направление обхода: против часовой стрелки) */

float
 
data
[
3
][
3
]
 
=
 
{

                                           
{
  
0.0
,
 
1.0
,
 
0.0
   
},

                                           
{
 
-1.0
,
 
-1.0
,
 
0.0
  
},

                                           
{
  
1.0
,
 
-1.0
,
 
0.0
  
}

                                       
};

/*---------------------- Инициализация VBO - (делается единожды, при запуске программы) ---------------------*/

/* Создание нового VBO и использование переменной "triangleVBO" для сохранения VBO id */

glGenBuffers
(
1
,
 
&
triangleVBO
);

/* Делаем новый VBO активным */

glBindBuffer
(
GL_ARRAY_BUFFER
,
 
triangleVBO
);

/* Выгружаем данные в видеоустройство */

glBufferData
(
GL_ARRAY_BUFFER
,
 
NUM_OF_VERTICES_IN_DATA
 
*
 
3
 
*
 
sizeof
(
float
),
 
data
,
 
GL_STATIC_DRAW
);

/* Указываем что наши данные координат в индексе атрибутов, равный 0 (shaderAttribute), и содержат 3 числа с плавающей точкой на вершину */

glVertexAttribPointer
(
shaderAttribute
,
 
3
,
 
GL_FLOAT
,
 
GL_FALSE
,
 
0
,
 
0
);
  

/* Включаем индекс атрибутов, равный 0 (shaderAttribute), как используемый */

glEnableVertexAttribArray
(
shaderAttribute
);

/* Делаем новый VBO активным */

glBindBuffer
(
GL_ARRAY_BUFFER
,
 
triangleVBO
);

/*-------------------------------------------------------------------------------------------------------*/

/*--------------------- Загрузка Vertex и Fragment из файлов и их компиляция --------------------*/

/* Читаем код шейдеров в соответствующие выделенные динамически буферы */

vertexSource
 
=
 
filetobuf
(
"exampleVertexShader.vert"
);

fragmentSource
 
=
 
filetobuf
(
"exampleFragmentShader.frag"
);

/* Назначаем нашим обработчикам "имена" для новых объектов шейдера */

vertexShader
 
=
 
glCreateShader
(
GL_VERTEX_SHADER
);

fragmentShader
 
=
 
glCreateShader
(
GL_FRAGMENT_SHADER
);

/* Объединяем буферы исходных кодов шейдеров с соответствующими обработчиками */

glShaderSource
(
vertexShader
,
 
1
,
 
(
const
 
GLchar
**
)
&
vertexSource
,
 
0
);

glShaderSource
(
fragmentShader
,
 
1
,
 
(
const
 
GLchar
**
)
&
fragmentSource
,
 
0
);

/* Освобождаем ранее выделенную память */

free
(
vertexSource
);

free
(
fragmentSource
);

/* Компилируем наши коды шейдеров */

glCompileShader
(
vertexShader
);

glCompileShader
(
fragmentShader
);

/*-------------------------------------------------------------------------------------------------------*/

/*-------------------- Создание программы шейдера, присоединение шейдера к ней и линковка ---------------------*/

/* Назначим нашей программе обработчику имя */

shaderProgram
 
=
 
glCreateProgram
();

/* Присоединяем наши шейдеры к программе шейдера */

glAttachShader
(
shaderProgram
,
 
vertexShader
);

glAttachShader
(
shaderProgram
,
 
fragmentShader
);

/* Связываем индекс атрибута, равный 0, (shaderAttribute) с in_Position*/

/* "in_Position" будет представлять массив данных в вершинном шейдере*/

glBindAttribLocation
(
shaderProgram
,
 
shaderAttribute
,
 
"in_Position"
);

/* Линкуем программу шейдера */

glLinkProgram
(
shaderProgram
);

/*-------------------------------------------------------------------------------------------------------*/

/* Установка нашей программы шейдера активной */

glUseProgram
(
shaderProgram
);

/* Установка заднего фона черным */

glClearColor
(
0.0
,
 
0.0
,
 
0.0
,
 
1.0
);

/* Очистка цветом заднего фона */

glClear
(
GL_COLOR_BUFFER_BIT
);

/* Рисование треугольника, передаются вызовом glDrawArrays номера вершин

   говоря, что наши данные треугольники и мы хотим нарисовать вершины 0-3

*/

glDrawArrays
(
GL_TRIANGLES
,
 
0
,
 
3
);

/*---------------------------------------------------------------*/

```